# AQ-400 Scythe
AQ-400 Scythe (укр. «коса») — дрон-камікадзе великої дальності виробництва української компанії Terminal Autonomy.

## Опис
За призначенням і можливостями подібний до іранських Shahed 131 та Shahed 136, які активно застосовувались росіянами для ударів по Україні. Припускається, що цими дронами завдаватимуть по об'єктах на території Росії. Особливістю українського безпілотника є швидке збирання, можливість масового виробництва та низька собівартість. Вартість базового планера складає близько 15 тис. доларів США.
Фахівець[перевірити] Валерій Романенко повідомив, що ці дрони зможуть діяти у складі рою, де один безпілотник буде лідером, що має складну апаратуру, а решта 10—15 будуть отримувати від нього команди щодо зміни курсу.
Планер дрона виготовлений із фанери та має тандемне розташування крил.
Двигун DLE 170 з електричним запуском і можливо генератором.
Заявлені характеристики:
| Характеристика        | Значення                                                                     | Примітка |
| --------------------- | ---------------------------------------------------------------------------- | -------- |
| Крейсерська швидкість | 144 км/год                                                                   |          |
| Максимальна швидкість | 200 км/год                                                                   | [ 4 ]    |
| Максимальна дальність | 750 км                                                                       |          |
| Розмах крил           | 2,3 м                                                                        |          |
| Злітна маса           | 100 кг                                                                       |          |
| Бойова частина        | 32 кг (може бути збільшена до 70 кг за рахунок зменшення дальності польоту). |          |

## Історія
Першу партію війська отримали у грудні 2023 року. Станом на грудень 2023 року компанія-виробник заявляла, що має можливість виготовляти близько 100 безпілотників на місяць і планує збільшити потужність до 500 одиниць на місяць.

## Оператори
- Україна[2]